# 貝克城

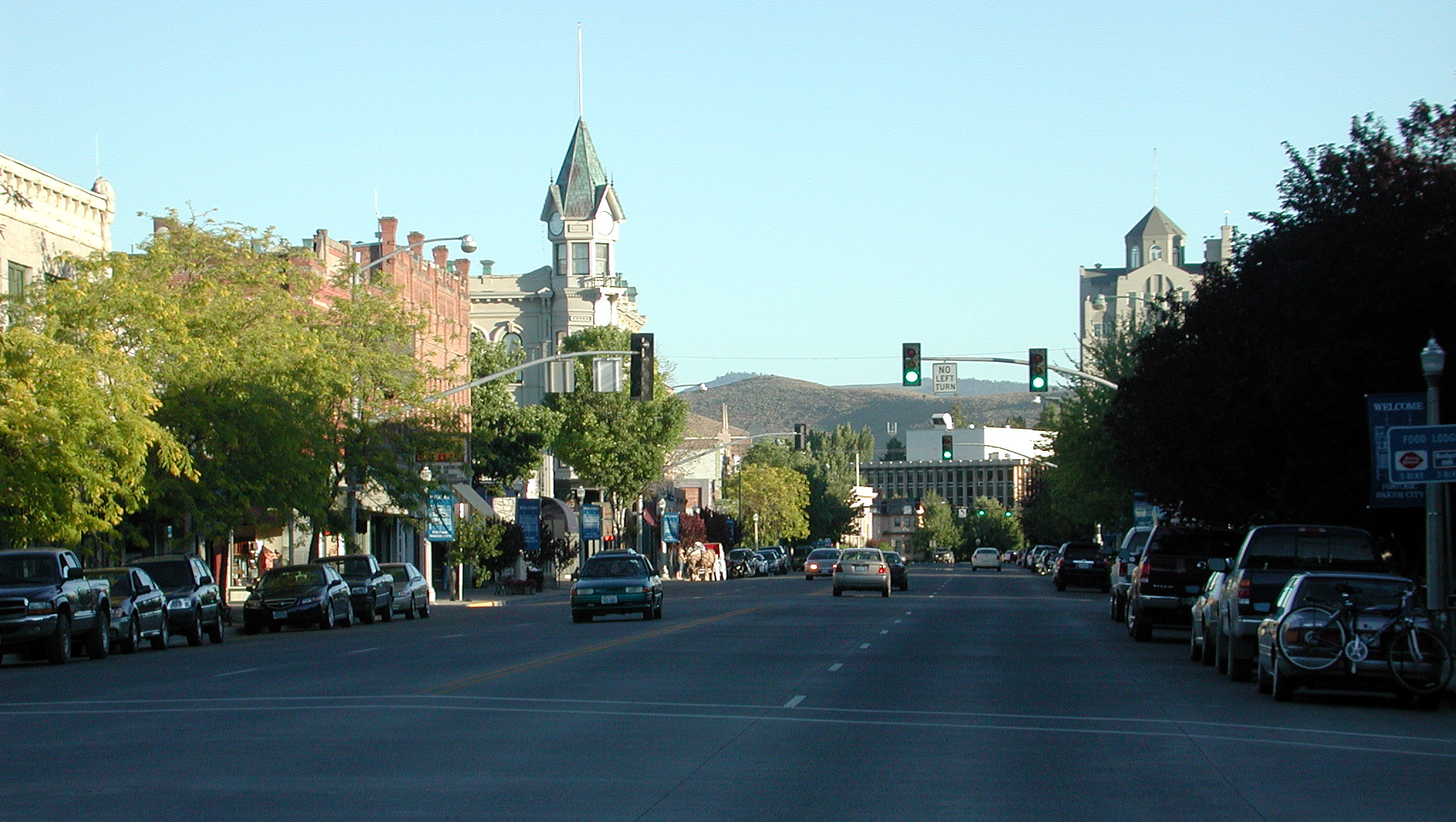
貝克城

貝克城（Baker City）位於美國奧勒岡州，是貝克縣的縣治，人口10,099人。城名來自於南北戰爭期間陣亡的聯邦軍軍官愛德華·迪金森·貝克。